# جولييت كوثبرت
جولييت كوثبرت (بالإنجليزية: Juliet Cuthbert) هي منافسة ألعاب القوى جامايكية، ولدت في 9 أبريل 1964 في أبرشية سانت توماس ‏ في جامايكا.

## وصلات خارجية
- جولييت كوثبرت على موقع الاتحاد الدولي لألعاب القوى (الإنجليزية)
- جولييت كوثبرت على موقع اللجنة الأولمبية الدولية (الإنجليزية)
- جولييت كوثبرت على موقع أوليمبيديا (الإنجليزية)